# My Swagger
My Swagger è un singolo del gruppo sudcoreano Got7, pubblicato in Giappone il 24 maggio 2017.
Oltre all'edizione classica in CD, sono state pubblicate due edizioni limitate CD+DVD: nell'edizione A, il DVD contiene il video musicale originale e il dietro le quinte di My Swagger, mentre l'edizione B contiene il video musicale versione coreografia e alcuni spezzoni delle registrazioni di Meet Me.

## Tracce
1. My Swagger – 3:07 (testo: Shirai Yuji, Simon – musica: Akadu)
2. Meet Me – 3:39 (testo: Defsoul, Mirror Boy, D.Ham, Moon Hanmiru, Komu – musica: Defsoul, Mirror Boy, D.Ham, Moon Hanmiru)
3. My Swagger (Instrumental) – 3:07 (musica: Akadu)
4. Meet Me (Instrumental) – 3:39 (musica: Defsoul, Mirror Boy, D.Ham, Moon Hanmiru)

Durata totale: 13:32

## Formazione
- Mark – rap
- JB (Defsoul) – voce, testi (traccia 2), musiche (traccia 2)
- Jackson – rap
- Jinyoung – voce
- Youngjae – voce
- BamBam – rap
- Yugyeom – voce

## Successo commerciale
Il singolo si è classificato in terza posizione sulla Oricon Weekly Singles Chart e in prima sulla Billboard Japan Hot 100. Secondo Billboard Japan, ha venduto 61 305 copie nella prima settimana, arrivando in cima alla Billboard Japan Top Singles Sales Chart. Per la Oricon, invece, ha venduto 35 277 copie nel mese di maggio 2017.

## Classifiche
| Classifica (2017) | Posizione massima |
| ----------------- | ----------------- |
| Giappone          | 3                 |